# François-Antoine de Boissy d'Anglas
François-Antoine Boissy d'Anglas, conte d'Epiro (Saint-Jean-Chambre, 8 dicembre 1756 – Parigi, 20 ottobre 1826), è stato un politico, rivoluzionario e avvocato francese.

## Origini
Nato in una famiglia protestante ugonotta (calvinisti francesi) a Saint-Jean-Chambre, compì gli studi giuridici per diventare, dopo alcune esperienze letterarie, avvocato al parlamento di Parigi.

## Durante la Rivoluzione
Nel 1789 fu eletto deputato agli Stati Generali, con i voti dei rappresentanti del Terzo Stato del baliato di Annonay e fu uno dei membri a favore della proclamazione dell'Assemblea Nazionale del 17 giugno 1789, approvando con alcuni discorsi, sia la presa della Bastiglia che la deportazione della famiglia reale a Parigi (ottobre 1789).
Rieletto alla Convenzione Nazionale dal dipartimento di Ardèche (1792), prese posizione a favore dei protestanti e delle persone di colore, pur da posizioni moderate; tuttavia si distinse per il suo anticlericalismo e antipapismo affermando che «il cattolicesimo è servile per sua natura al dispotismo, per essenza intollerante e dominatore, abbruttente per la specie umana, complice di tutti i crimini del re». Votò, assieme ai Girondini a favore della destituzione di Luigi XVI e per la messa in stato d'accusa di Jean-Paul Marat ma contro la pena di morte per il re.
Le sue posizioni politiche, oscillanti fra il gruppo dei Girondini e quello dei Montagnardi, gli consentirono, dopo essere sfuggito agli arresti perpetrati agli stessi girondini il 2 gennaio 1793, di entrare nel gruppo moderato del Marais.
Dopo la caduta di Maximilien de Robespierre (9 termidoro anno II, 27 luglio 1794), si pose a capo dei moderati e fu eletto membro del Comitato di Salute Pubblica durante il governo della Convenzione Termidoriana; promosse il decreto del 3 ventoso anno II che ribadiva la separazione tra Stato e Chiesa e la libertà di culto.
Fu presidente della Convenzione durante le sommosse popolari che si scatenarono tra il 12 germile e il 1 pratile anno III del 1795. Durante quest'ultima insurrezione, alcuni gruppi di donne e operai invasero la Convenzione per protesta contro la riduzione delle razioni di pane. I rivoltosi infilzarono su una picca la testa di un deputato (Féraud, scambiato per un altro detestato rappresentante di destra, il muscadin Louis Marie Stanislas Fréron) per sbandierarla davanti a Boissy d'Anglas. Per niente intimorito, egli rispose al cruento gesto semplicemente salutando la testa mozzata.
Egli fu contributore della redazione della costituzione dell'anno III con cui veniva istituito il governo del Direttorio e si schierò contro l'insurrezione realista di vendemmiaio.

## Durante il Direttorio
Nel settembre 1795 fu eletto al Consiglio dei Cinquecento da 72 dipartimenti, avvicinandosi al monarchico Club di Clichy e, dopo il colpo di Stato del 18 fruttidoro (4 settembre 1797) organizzato da Paul Barras e altri del Direttorio contro la maggioranza moderata-realista dei Cinquecento, fu dichiarato fuorilegge ed esiliato sull'isola di Oléron, riuscendo a sfuggire alla cattura e a raggiungere l'Inghilterra.
Rientrato in Francia dopo il Colpo di Stato del 18 brumaio (9 novembre 1799) e approfittando dell'amnistia, si avvicinò a Napoleone e fu nominato nel 1803 al Tribunato di cui divenne presidente; l'anno seguente ritrovò il suo seggio al Senato.
Durante il Primo Impero Francese fu nominato conte d'Epiro da Napoleone nel 1808, e fu responsabile per l'organizzazione della difesa dei dipartimenti occidentali, avvicinandosi poi a Luigi XVIII, sia dopo la prima abdicazione di Napoleone, sia dopo la Battaglia di Waterloo.
Nell'agosto 1815 fu nominato Pari di Francia; ebbe un ruolo di pacificatore durante il secondo Terrore Bianco ultrarealista del 1815, e difese la monarchia costituzionale e le libertà civili degli ugonotti schierandosi a loro favore contro i cattolici più reazionari. Mantenne il titolo di Pari anche dopo l'ascesa di Carlo X (1824), sostenitore del ripristino - fallito - della monarchia assoluta e del diritto divino dei re osteggiato dai protestanti come Boissy d'Anglas.
Fu vicepresidente della Società biblica di Ginevra e membro del concistoro della Chiesa riformata di Francia.
Morì a 70 anni nel 1826 e fu sepolto al cimitero di Père-Lachaise

## Pubblicazioni
- Saggio sulla vita di Malesherbes (1819);
- Studi letterari e poetici di un vecchio (1825).

## Araldica
|  |

|  |

|  |